# 布莱恩·斯托克
拜仁·班哲文·史托克（英語：Brian Benjamin Stock，1981年12月24日—）出生於英格蘭東南部漢普郡郡治温彻斯特，是一名威爾斯足球運動員，司職中场，現時效力英冠球會般尼，亦曾是威爾斯國腳。

## 球員生涯

### 球會
般尼
2012年8月11日，英冠球會般尼從另一英冠球會唐卡士打簽入史托克，轉會費金額沒有公佈，合約為期兩年。

## 外部連結
- 唐卡士打官網簡歷
- 般尼茅夫官網簡歷 （页面存档备份，存于）
- 足球数据库：白賴仁·史托克的球员统计数据